# Hyposoter synchlorae
Hyposoter synchlorae là một loài tò vò trong họ Ichneumonidae.